# 우크라이나의 지역 구분

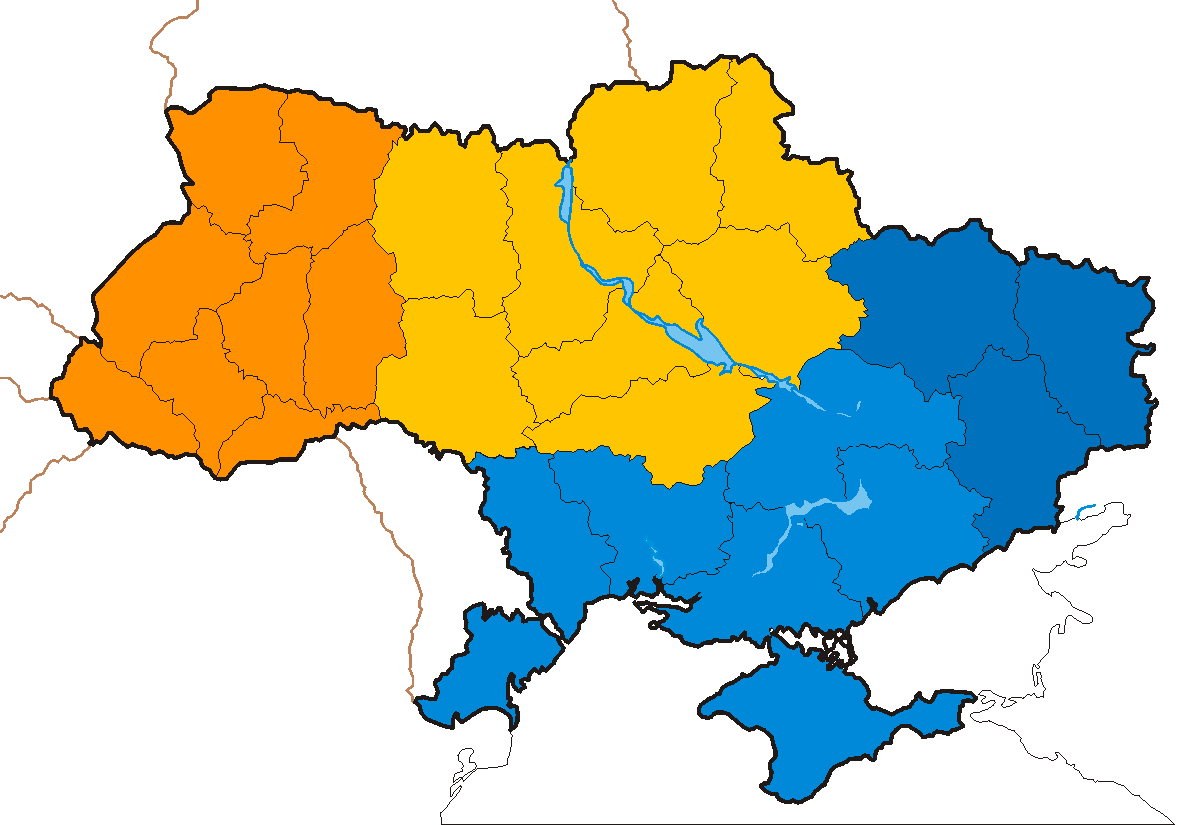
우크라이나의 지역적 구분. 주황색(서우크라이나), 노란색(중앙우크라이나), 하늘색(남우크라이나), 파란색(동우크라이나). 지도의 가운데 표시된 것이 드네프르 강이다.

우크라이나의 지역적 구분에 대해 설명한다.
우크라이나는 현재 서우크라이나와 중앙우크라이나, 남우크라이나, 동우크라이나의 크게 4군데로 나뉜다.
중앙우크라이나를 일컫는 역사적인 지명은 드니프르 우크라이나이다.
드니프로 우크라이나는 드네프르강을 기점으로 크게 둘로 나뉘었다.
- 드네프르 강 동쪽을 좌안(左岸 우크라이나어: Лівобережний 리보베레주니[*], 러시아어: Левобережье 레보베레지예[*], Left Bank)
- 드네프르 강 서쪽을 우안(右岸 우크라이나어: Правобережний 프라보베레주니[*], 러시아어: Правобережье 프라보베레지예[*], Right Bank)

우크라이나 서쪽의 서우크라이나 지방 대부분은 소련 해체후 정치적으로 서방쪽으로 기울었고 서우크라이나의 역사적인 명칭은 갈리치아(우크라이나어로 할리치나)지방이다. 리비우는 갈리치아 지방에 속한다. 소련 해체 전까지는 정치적으로 다른 점이 없었으나 우크라이나에 동부, 남부는 예전부터 러시아인이 많이 살고 있었고 끼이우 중심의 우크라이나 정부는 경제적으로 선진화된 서방에 우호적인 정책을 하였고 자연적으로 러시아인이 많이 사는 동부 지역은 이 친서방 정책에 반발하게 되었다.
현재 지역 구분상 러시아인이 다수 거주하는 동우크라이나와 남우크라이나 지방은 러시아에 대단히 우호적인 한편, 중앙우크라이나와 서우크라이나 지방은 러시아에 적대적이라는 무시할 수 없는 편견이 존재한다. 이 두 지방의 입장 차이는 역사적 배경을 훑어보면 자연히 이해할 수 있다.

## 우크라이나 역사적 배경
키예프의 모태는 키예프 루스이다. 이 동슬라브인들의 첫 국가는 988년에 비잔티움 제국으로부터 기독교를 받아들이면서 기독교 유럽에 진입을 하고 유럽에서도 수준 높은 문명을 구가했다. 그러나 1240년 몽골 제국의 침략으로 키예프는 초토화 되고 키예프와 우안은 한동안 거의 허허벌판이었다(좌안은 전혀 개발되지도 않았었음). 그러다가 키예프와 우안은 14세기 이후부터 18세기까지 폴란드-리투아니아 연방의 영토였고 17세기에 보흐단 흐멜니츠키가 일으킨 코사크 반란이 얼마간 폴란드 지주들의 압제로부터 자유를 주었지만 그 천하의 흐멜니츠키마저도 폴란드와 러시아, 크림 칸국이라는 세 맹주의 틈바구니에서 도저히 우크라이나 독립(정확히는 무정부 상태)을 채 10년도 지켜낼 수 없었다. 그래서 흐멜니츠키가 세 열강 중에 한 나라에 기대기로 하는데 같은 루스 문화권에 속하는 신생 강국인 러시아를 선택했다. 그러자 러시아는 우크라이나를 폴란드와 나누고(키예프와 드네프르 강 좌안 접수) 19세기에 들어서 폴란드가 망하자 폴란드 지분의 우크라이나 땅까지 차지하기 시작한다. 그러나 리비우를 포함한 갈리치아는 폴란드가 망하고도 합스부르크 왕가의 오스트리아-헝가리 제국 밑으로 편입됐다.

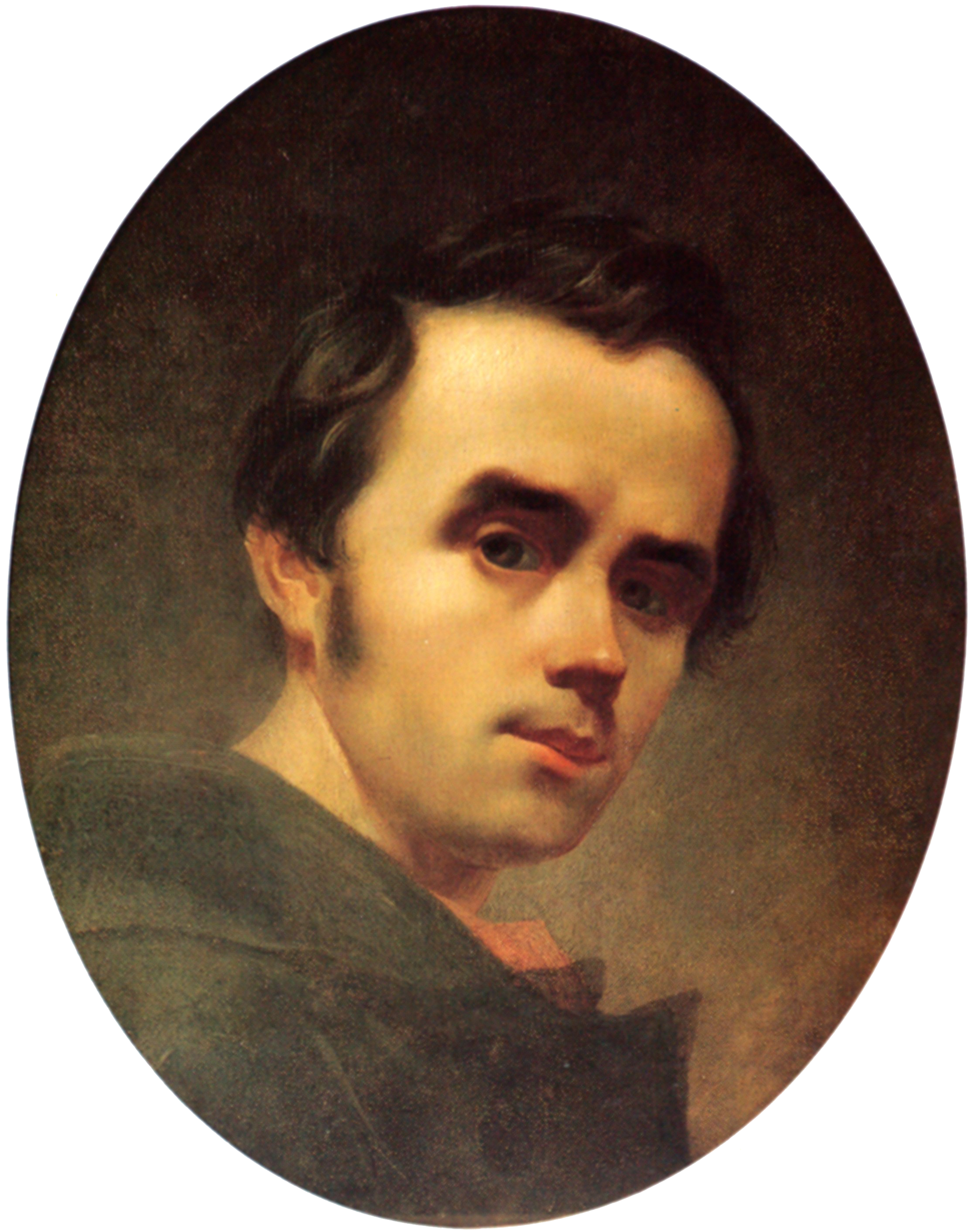
타라스 셰우첸코

우크라이나 민족주의는 러시아 하에 있던 우안에서 시작되었다. 이 지역은 러시아 아래에서도 18세기까지 자치를 한 경험이 있던데다 18세기 말 러시아의 지배하에 들어온 옛 폴란드 영토에서 폴란드의 부흥을 목적으로 하는 폴란드의 민족주의 운동이 이곳의 지식인들에게도 자극을 준 것이다. 이들은 폴란드의 지식인들과의 교류를 통해 이 시기에 유럽에 번지기 시작했던 공화주의와 민족주의 사상을 접했다. 우안 동쪽의 도시 하르키우를 중심으로 한 하르키우 낭만주의 운동은 러시아어의 방언 정도로 간주되던 루신어를 하나의 독립된 언어, 즉 우크라이나어로 인정하여 문학 활동에 사용하는 등 우크라이나 문화 발전에 힘을 썼다. 이렇게 싹튼 우크라이나 민족주의는 19세기 초 키예프를 중심으로 제정 러시아의 지배에서로의 해방을 목적으로 하는 정치적 운동으로 발전하였는데 여기서 주요 인물은 우크라이나의 민족 시인 타라스 셰우첸코이다.
한편 우크라이나 민족주의는 오스트리아 제국에 편입된 서쪽의 갈리치아 지방에서도 점차 발달하게 된다. 오스트리아 제국은 서양의 합리주의를 문화에 깔고 있고 제국 안에서 다민족의 크고 작은 봉기를 다스리면서 각개 민족의 자주성과 고유성을 어느 정도 인정해주는 정책을 취했고 바로 이 점이 갈리치아에 사는 우크라이나인들이 폴란드인 및 타민족과는 다른 자신의 우크라이나성을 자각하고 민족성을 발전시켜 나가게 된 중요한 계기가 되었다. 갈리치아의 우크라이나 지식인들은 또 동쪽으로 러시아 지배하에 있는 우크라이나인들의 민족주의 운동에 관심을 가지고 결국 이들과 동족이라는 범우크라이나주의 노선을 취하게 된다. 즉 우크라이나의 독립과 지방의 통합을 모색한 것이다.
갈리치아의 우크라이나인들은 오스트리아-헝가리 제국의 민족 문제가 폭발한 1848년 혁명 이후 황제에게 다양한 우크라이나 민족 문화 활동을 허용하라는 탄원을 제출한다. 이는 폴란드 등의 민족주의를 견제하려는 오스트리아 황실의 입장과 맞아떨어져 받아들여지고 루시니 최고회의(Головна Руська Рада, Supreme Ruthenian Council)의 설립, 우크라이나어의 표준화와 학교 교육 등 활발한 우크라이나 문화 활동으로 이어졌다. 이때부터 갈리치아 지방이 우크라이나 민족주의 발전의 선봉에 서게 된다.
1917년 러시아 제국이 러시아 혁명으로 무너진 후, 제1차 세계 대전의 혼란 속에서 1918년 갈리치아의 우크라이나인들은 서(西)우크라이나 공화국의 독립을 선언하고 러시아령의 우크라이나인들도 우크라이나의 독립을 선언하여 이듬해 동-서 합병까지 선언하였지만 이는 실제 효력을 발휘하지 못하였다. 갈리치아는 새로 독립한 폴란드에 편입되고 옛 러시아령 우크라이나도 소련에 편입된 것이다.
그리하여 우크라이나의 대부분은 소련에 편입되고, 제2차 세계 대전을 통해 갈리치아 지방이 폴란드에서 소련으로 넘어오게 되었다. 그러므로 오늘날의 우크라이나 영토가 확립된 것은 20세기 중반이 되어서였다. 17세기부터 러시아령이었던 좌안과 폴란드 분할 때 러시아 지배하에 들어온 서부 일부, 또 1945년까지 러시아의 지배를 받은 적이 없는 갈리치아 지방은 서로 판이할 수밖에 없는 것이다.

### 문화적 차이점
우선 언어 사용에 있어서 그 차이점이 두드러진다. 러시아인이 많이 사는 동부는 우크라이나어와 러시아어를 병용해서 쓰는 이가 거의 대부분인 데 반해, 리비우를 중심으로 한 갈리치아 지방은 러시아어도 사용하나 주로 우크라이나어를 사용한다. 친러 지역과 친서방 지역을 가르는 또 하나의 중요한 사안은 종교 문제다. 동부와 남부는 러시아와 같이 정교회를 믿는데 반해, 서부는 폴란드 지배하에서 받아들인 합동 동방 가톨릭교(Uniate)가 주요 종교이다. 폴란드가 우크라이나 지배 초기에 자국의 가톨릭 사제들이 자꾸 살해당하는 등 반발이 심하자 절충책으로 의식은 정교회 예배를 지키지만, 가톨릭의 교회 체계를 따르는 합동 동방 가톨릭교를 만들어냈고 시간이 흐르자 이게 서우크라이나의 전통 종교가 된 것이다.

## 소련 통치 이후 우크라이나 독립까지

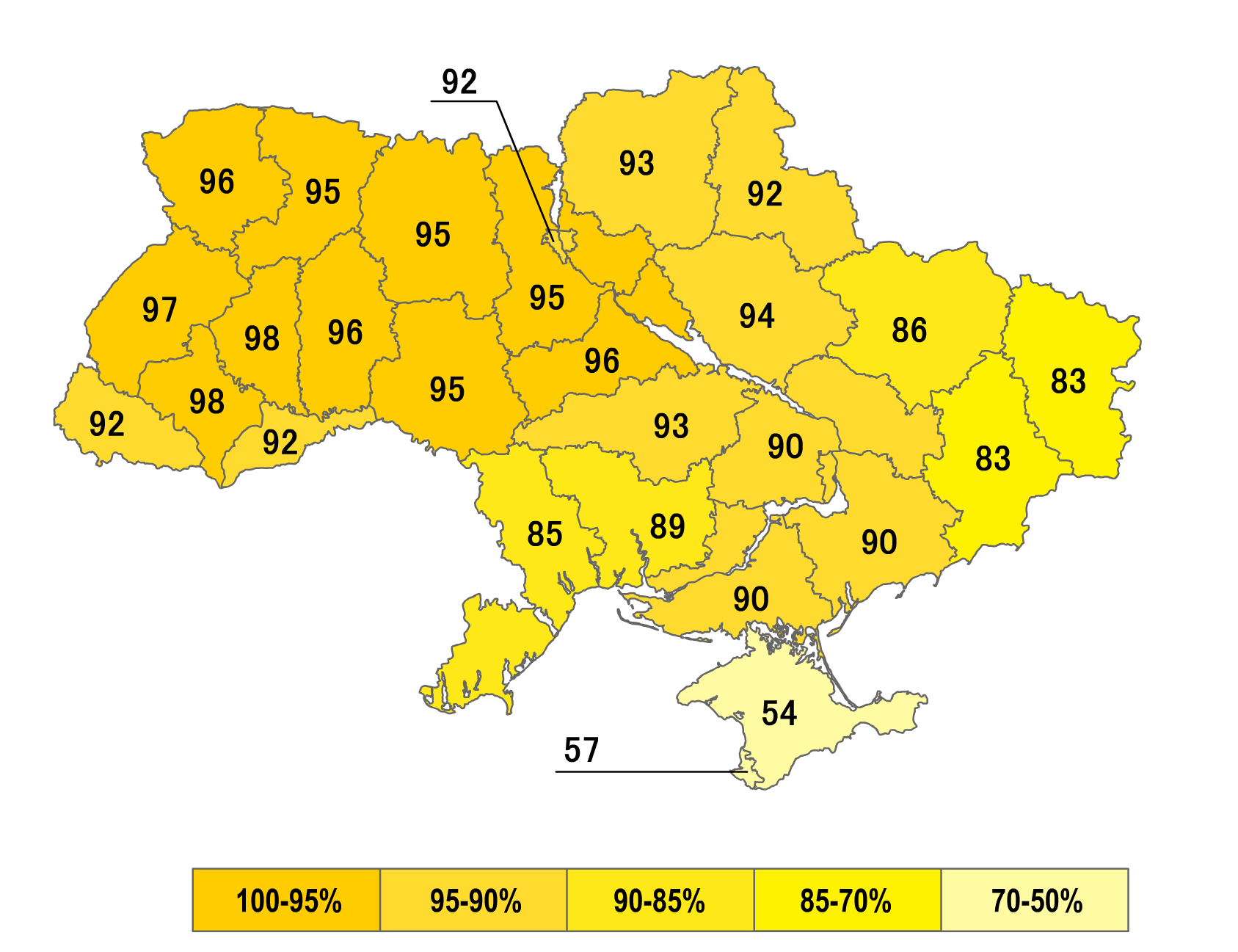
1991년 12월 1일 실시된 우크라이나 독립 투표에서의 지역별 찬성률

1991년 우크라이나 소비에트 사회주의 공화국은 소비에트 연방에서 탈퇴해 독립을 선언하여 사실상 소련의 해체를 주도했다. 이때 국민투표에서 전 국민의 90% 이상이 독립을 지지했으며, 특히 전통적으로 우크라이나 땅이 아니었던 크림반도(독립 지지율 54%)를 제외하고는 전국을 통틀어 압도적인 지지율로 독립을 택해 좌우안이 일치된 독립 의지를 보여주었다(키예프 96%, 리비우 97%).
독립 이후 우크라이나는 유고슬라비아 사회주의 연방 공화국의 해체와 같은 분열을 예측했던 많은 관측자들의 우려를 불식시키며, 이제 독립 31주년을 넘기면서 한 나라로서의 일체감과 정체성을 발전시켜가고 있었다.

### 유로마이단 이후

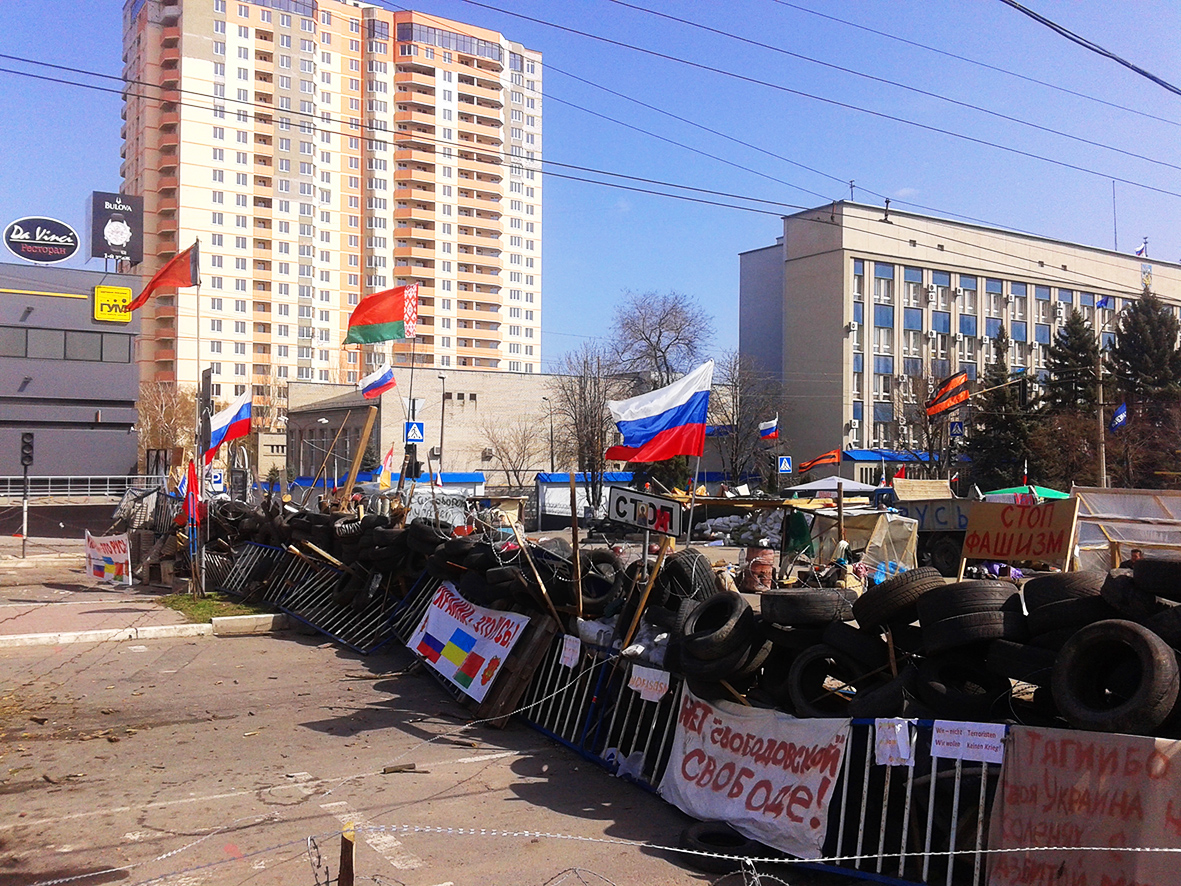
2014년 4월, 루한스크의 분리주의자 바리케이트

그러나 2013년 11월 21일부터 "유럽 연합의 통합을 지지하는 대중들의 요구"로 시작된 시민 난동인 "유로마이단"의 결과 2014년 2월, 친러적 정책을 취하던 빅토르 야누코비치 정부가 물러나면서, 크림반도가 러시아 연방으로의 귀속을 선언했을 뿐만 아니라, 그 해 3월부터 친러적인 우크라이나 동부에서 2014년 우크라이나 친러시아 분쟁이 시작되었다. 특히 도네츠크주, 루한스크주를 중심으로 한 돈바스 지역에서 돈바스 전쟁이 일어나, 2015년 현재 전투가 계속되고 있다.

## 같이 보기
- 우크라이나의 지리